# 차주혁
차주혁(본명: 박주혁 (개명 前 이름은 박용수) 1991년 12월 14일 ~ )은 대한민국의 전 배우이다.

## 이력
2010년 열혈강호라는 예명으로써 댄스 팝 음악 그룹 남녀공학의 구성원으로 가수 첫 데뷔를 하였다. 남녀공학이 해체된 후, 2012년 차주혁이라는 예명으로 연기자로 전향하였다.
2018년 12월 27일 출소 10일
만에 마약을 투약한 혐의로 구속영장이 발부되었다. 이전에도 음주운전과 마약 등으로 물의를 빚어왔다는 사실도 드러났다.
이로 인해 2018년 12월 31일, 행정안전부, 현대캐피탈, 공익광고협의회의 모든 법에 따라 모든 지상파, 종편, 케이블 방송사 출연정지 연예인 명단에 등재되었다.

## 학력
- 서울원명초등학교 (졸업)
- 신동중학교 (졸업)
- 현대고등학교 (졸업)

## 출연 작품

### TV 드라마
- 2012년 JTBC 해피 엔딩

### 뮤지컬
- 2013년 그리스